# Philip Wharton, 1. Duke of Wharton

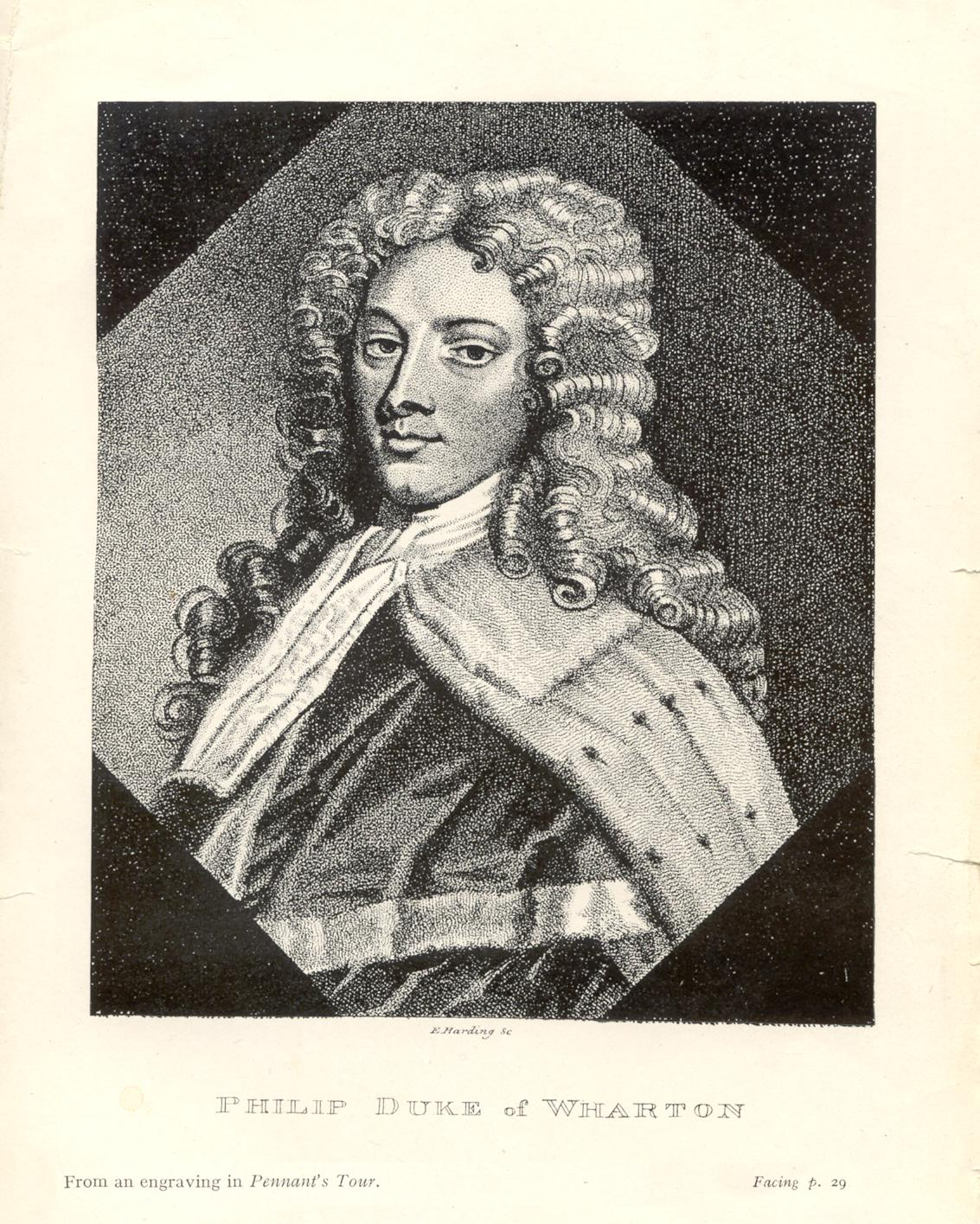
Philip Wharton, 1. Duke of Wharton

Philip Wharton, 1. Duke of Wharton (* 21. Dezember 1698; † 31. Mai 1731), war ein britischer Peer.

## Leben
Er war der Sohn und Erbe des Thomas Wharton, 1. Marquess of Wharton, aus dessen zweiter Ehe mit Lucy Loftus. Sein Vater hatte als Whig-Politiker die Glorious Revolution gegen die Jakobiten unterstützt.
Er war noch minderjährig als 1715 sein Vater starb und er dessen Adelstitel erbte. Er war dadurch in der Peerage of Great Britain 2. Marquess of Wharton und 2. Marquess of Malmesbury, in der Peerage of England 2. Earl of Wharton, 2. Viscount Winchendon und 6. Baron Wharton, sowie in der Peerage of Ireland 2. Marquess of Catherlough, 2. Earl of Rathfarnham und 2. Baron Trim.
1716 unternahm er eine Grand Tour durch Deutschland, die Schweiz und Frankreich. Dabei besuchte er den exilierten Titularkönig Jakob III., der ihm am 22. Dezember 1716 die englisch-jakobitischen Titel Duke of Northumberland, Marquess of Woodburn, Earl of Malmesbury und Viscount Winchendon verlieh.
Wharton ging daraufhin nach Irland, wo er nach seinem 18. Geburtstag als Marquess of Catherlough seinen Sitz im Irish House of Lords einnahm. König Georg I. bemühte sich, ihn in der Auseinandersetzung mit den Jakobiten auf seine Seite zu ziehen und nahm ihn 1717 ins Privy Council für Irland auf und erhob ihn am 28. Januar 1718 in der Peerage of Great Britain zum Duke of Wharton. Wharton war damit seit dem Mittelalter der Erste, der als Minderjähriger zum Duke erhoben wurde ohne mit dem König eng verwandt zu sein.
Wharton hatte damals erhebliche Schulden, die ihn dazu veranlassten, seine Ländereien in Irland zu veräußern und den Erlös in Anleihen der South Sea Company, woraufhin ihn das Platzen der Südseeblase 1720 weiter ruinierte.
Im Juni 1725 verließ er das Land und schloss sich den Jakobiten an. Im August 1725 diente er als Gesandter Jakobs III. in Wien, im März 1726 in Madrid. 1727 kämpfte er bei Belagerung von Gibraltar als Kommandeur einer spanischen Einheit offen gegen die britische Krone. Am 3. April 1729 wurde er wegen Hochverrat informell geächtet und seine Titel und verbliebenen Ländereien von der britischen Krone eingezogen. Er starb schließlich 1731 im Kloster Santa Maria de Poblet in Katalonien und hinterließ keine Nachkommen.
Viele Jahre später erkannte die Queen’s Bench des High Court of Justice an, dass bei der Ächtung und Verwirkung der Titel Formfehler passiert waren und rehabilitierte Wharton rückwirkend mit Writ of Error vom 3. Mai 1845. De iure sind dadurch alle seine Titel bei seinem kinderlosen Tod 1731 erloschen, mit Ausnahme der Baronie Wharton, die 1731 de iure in Abeyance fiel und schließlich 1916 für einen einer Cousine des Dukes wiederhergestellt wurde.

## Ehen und Nachkommen
In erster Ehe heiratete er 1715 Martha Holmes († 1726), Tochter des Maj.-Gen. Richard Holmes. Mit ihr hatte er einen Sohn, Thomas Wharton, Marquess of Malmesbury (1719–1720), der jedoch jung an Pocken starb.
In zweiter Ehe heiratete er 1726 Maria Theresa O’Beirne († 1777), Tochter des Colonel Henry O’Beirne. Die Ehe blieb kinderlos.